# Закиров, Амир Вадимович
Амир Вадимович Закиров (каз. Әмір Вадимұлы Зәкіров; род. 10 октября 1997, Петропавловск) — казахстанский би-бой. Участник соревнований по брейкингу на летних Олимпийских играх 2024 года в Париже. Выступает под своим именем Amir.

## Биография
Амир Закиров родился 10 октября 1997 года в Петропавловске, Казахстан. Вырос на окраине в районе Рабочего посёлка. Рос в неблагополучной среде. С юного возраста пил и курил. Хотел вырваться из негативной среды и заниматься чем-то продуктивным, имел желание танцевать. Сперва занялся паркуром. Позже наткнулся на улице на объявление об уроках брейкинга. Стал посещать занятия, что начало менять его жизнь. Появились новые друзья, отказался от вредных привычек. После развода родителей, чтобы иметь возможность ходить на тренировки, стал экономить на еде. Тратил деньги на обед на занятия по брейк-дансу. От этого у него ухудшилось самочувствие. Когда тренер узнал о его сложной ситуации, то позволил заниматься бесплатно.
В 16 лет Амир окончил школу и переехал в расположенный неподалеку от Петропавловска, но уже на российской стороне границы Омск. Там он выступал и давал уроки. В 2016 году вместе со своей девушкой прошёл отбор на шоу «Танцы» на телеканале ТНТ, но пара быстро покинула проект. В 20 лет переехал в Москву и присоединился к брейкинг-команде Predatorz.
В 2020 году Амир победил на конкурсе Legits Blast в Праге, что стало его первой сольной победой в европейском турнире. Тогда же на него обратили внимание в международном брейкинг-сообществе. В следующем году Амир взял бронзу на чемпионате мира по брейкингу и одержал победу в престижном чемпионате Red Bull BC One, одолев в финальном баттле канадского би-боя Фила Уизарда. В 2022 году издание Forbes Kazakhstan включило его в свой список «30 до 30» (30 перспективных казахстанцев в возрасте до 30 лет). В 2023 году стал победителем турнира Breaking for Gold в Японии.
Прошёл квалификацию на летние Олимпийские игры 2024 года в Париже, где брейкинг должен был быть впервые представлен. На Играх прошёл групповой этап, но в четвертьфинале проиграл би-бою Виктору из США.